# Sophie Scholl

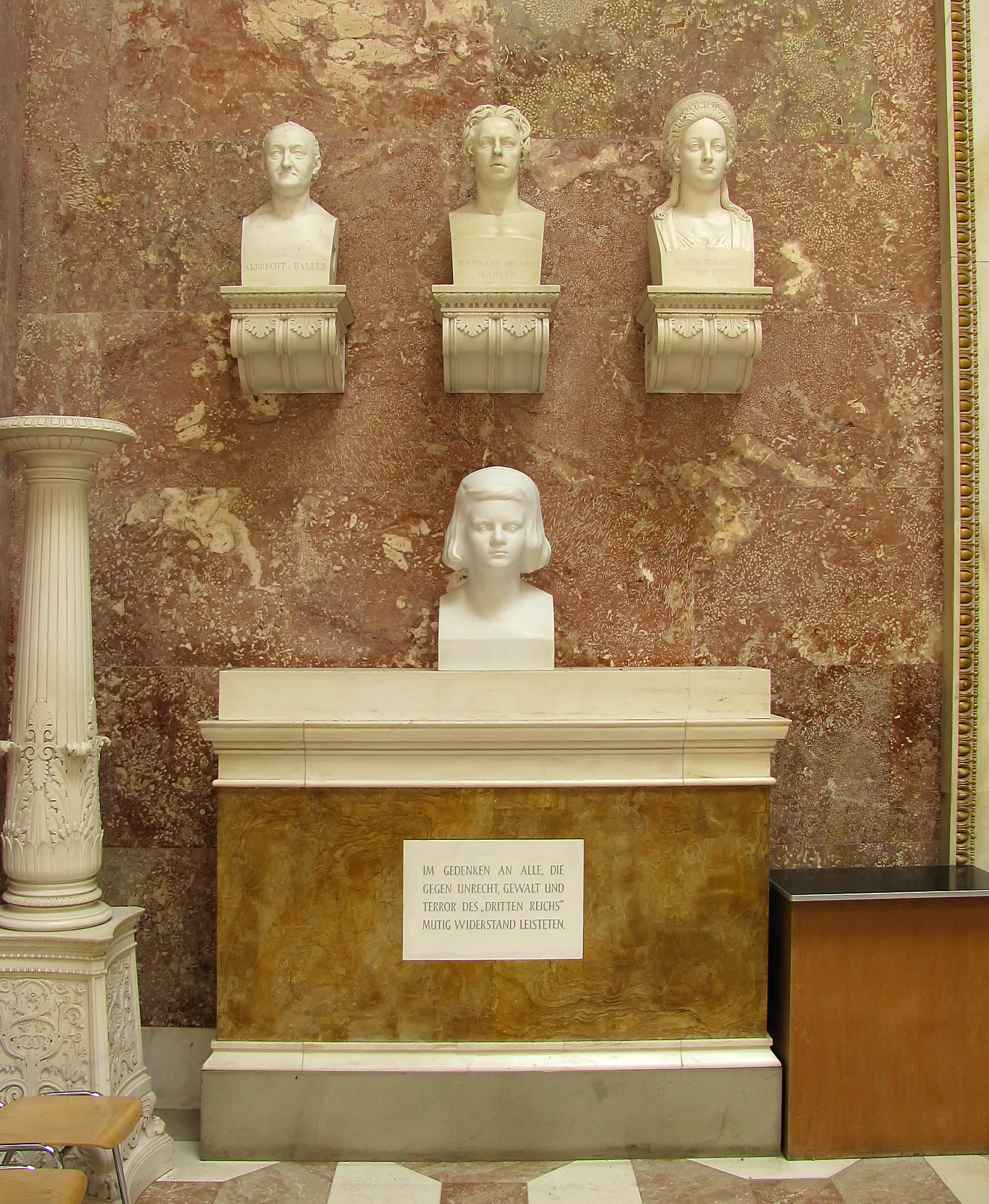
En el Walhalla dels alemanys il·lustres.

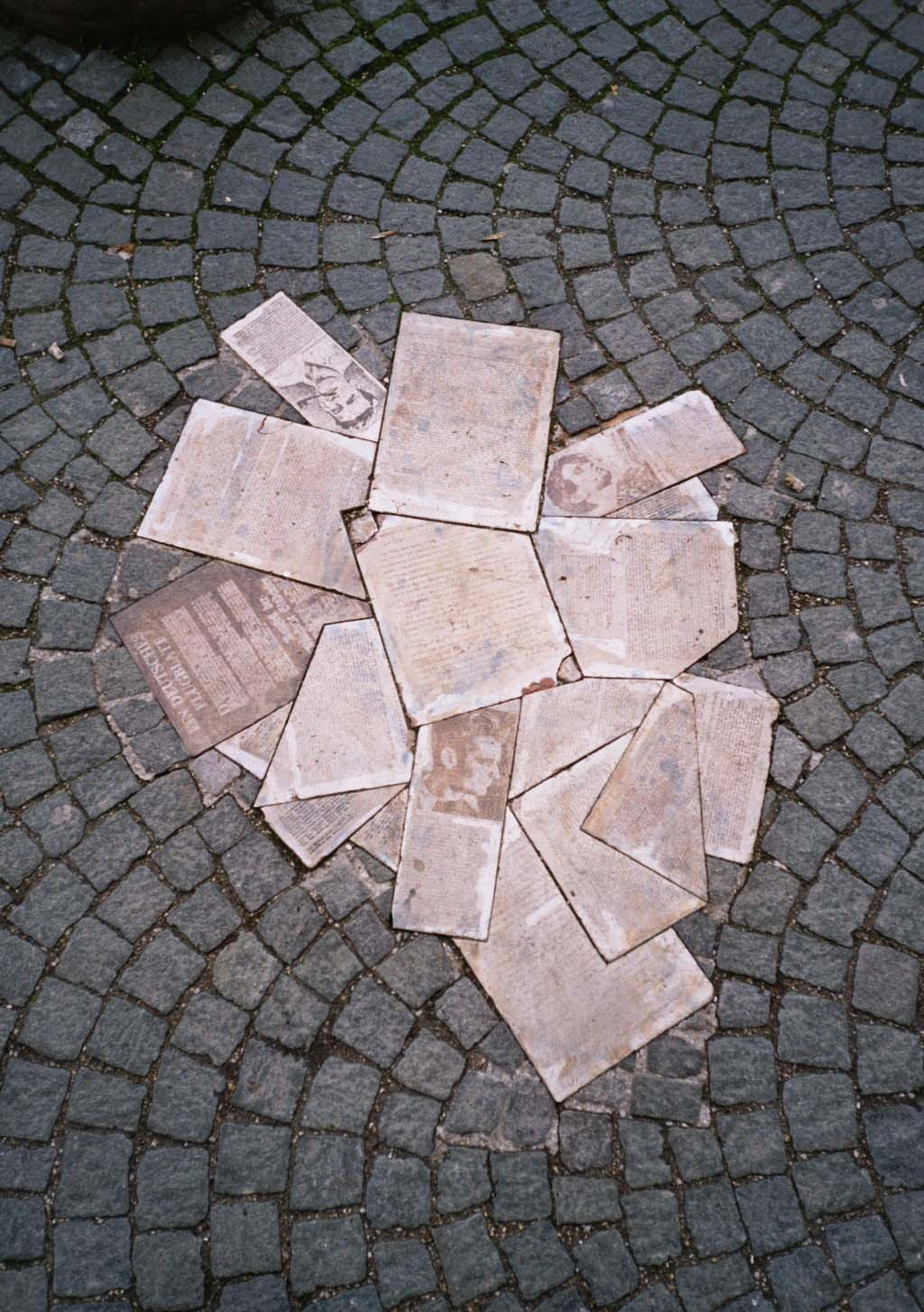
Monument a la "Weiße Rose" (Rosa Blanca) enfront de la Universitat de Múnic.

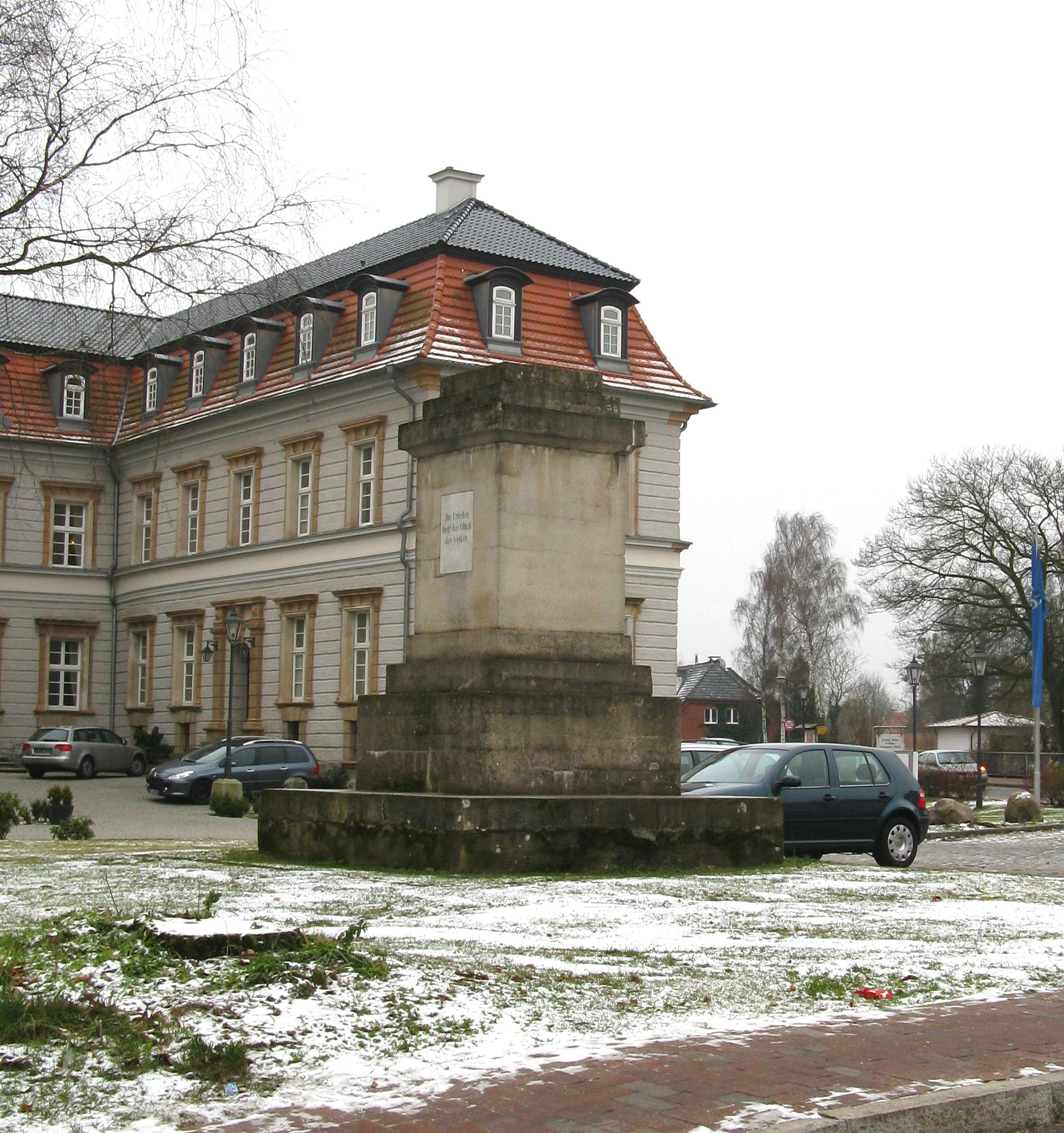
Monument a Sophie i Hans Scholl (antic Memorial de Guerra) en Neustadt-Glewe, Alemanya, destruït al juliol de 2011.

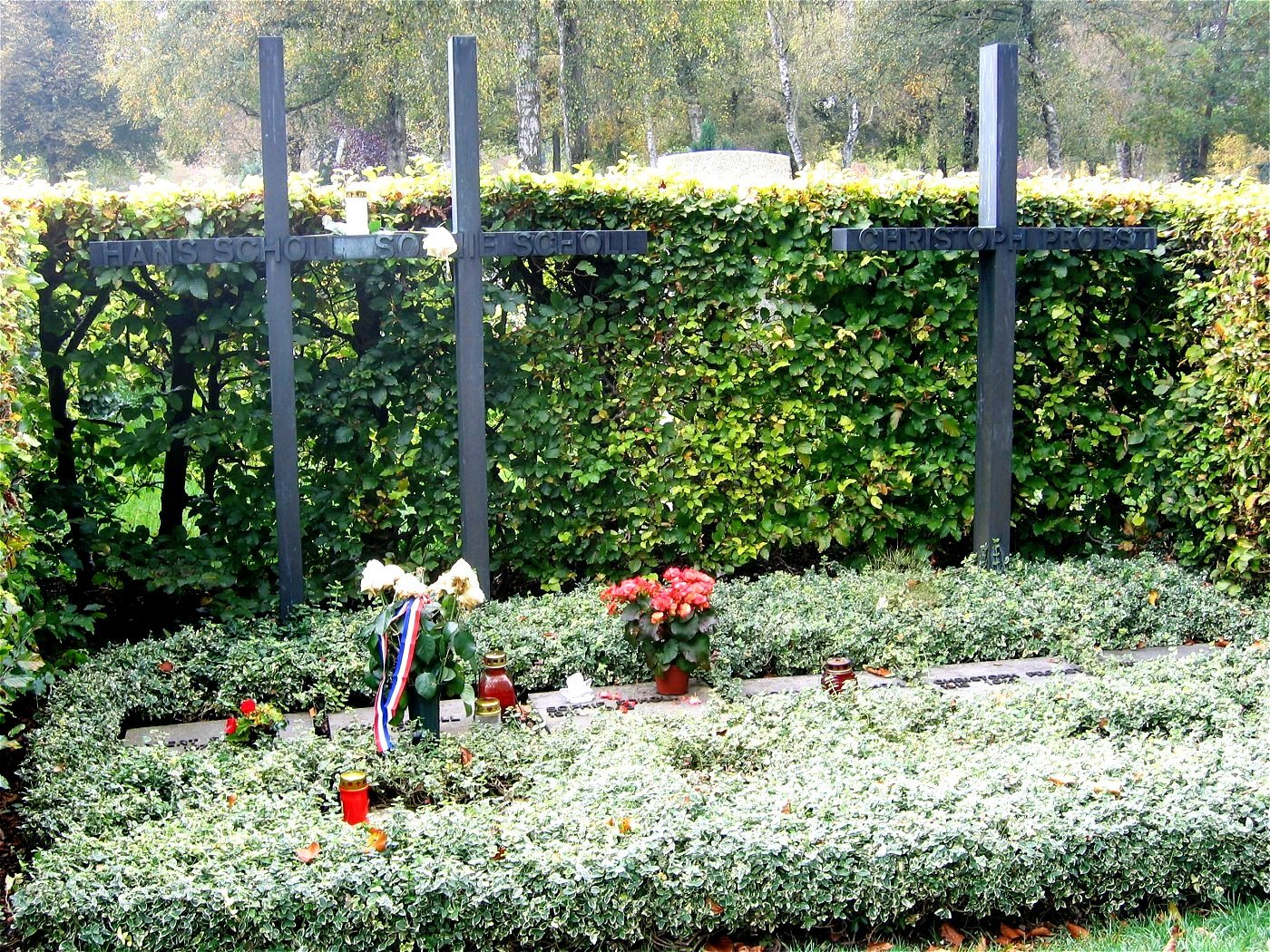
Les tombes de Sophie i Hans Scholl i Christoph Probst, cementiri Perlacher Forst, Múnic.

Sophia Magdalene Scholl, més coneguda com a Sophie Scholl, (Forchtenberg, Baden-Württemberg, 9 de maig de 1921 – Múnic, 22 de febrer de 1943) va ser una dirigent i activista del moviment de Resistència La Rosa Blanca a l'Alemanya nazi. Al moment de la seva detenció era estudiant de biologia i filosofia a la Universitat de Múnic. El seu nom està inscrit al Walhalla dels alemanys il·lustres.

## Infància
El 1932, Sophie va començar secundària en un col·legi per a noies. Als dotze se la va convidar a entrar a la Lliga de Noies Alemanyes (BDM per les seves sigles en alemany), organització femenina de les Joventuts Hitlerianes, igual que la majoria de les seves companyes de classe. No obstant això, el seu entusiasme inicial va transformant-se gradualment en actitud crítica. Ella estava al corrent del punt de vista també crític del seu pare, dels seus amics i d'alguns professors.

## Durant la guerra
L'arrest dels seus germans i amics el 1937, per participar il·legalment en el Moviment Catòlic de les Joventuts Alemanyes, la va marcar fortament. Va comprendre la visió agressiva del nazisme i des d'aquest moment es va fer tenaç opositora a la dictadura de Hitler.
Tenia talent per al dibuix i la pintura i, per primera vegada, va entrar en contacte amb els anomenats «artistes degenerats». Igualment era una àvida lectora que va desenvolupar un creixent interès per la Filosofia i per la Teologia. Tot això constituïa el seu món alternatiu al món nacionalsocialista.
A la primavera de 1940 va finalitzar els seus estudis de secundària. El tema del seu examen va ser «La mà que mou el bressol, mou al Món».
En agradar-li els nens, va començar a treballar com a professora del jardí d'infància a l'Institut Fröbel d'Ulm-Söflingen. Una de les motivacions per haver triat aquesta ocupació va ser l'esperança que se li reconegués com a servei alternatiu al Servei Alemany del Treball (Reichsarbeitsdienst, RAD), requisit obligatori per accedir a la Universitat. No va anar així i a la primavera de 1941, va començar un període de sis mesos al servei auxiliar de la guerra, com a professora d'infermeria a Blumberg. El règim de cort militar la va portar a pensar intensament sobre la situació política i va començar a practicar la resistència passiva.
Després dels sis mesos al RAD, al maig de 1942 es va inscriure a la Universitat de Múnic com a estudiant de Biologia i Filosofia.
El seu germà Hans Scholl, que estava estudiant Medicina allí, li va presentar als seus amics, els quals, encara que van ser coneguts a la llarga per la seva postura política, inicialment es reunien pel seu comú interès per l'art, la música, la literatura, filosofia i teologia —també tenien la seva importància les excursions a la muntanya, esquí i natació— i sovint assistien a concerts, representacions d'obres i conferències.
A Múnic, Sophie es va reunir amb un bon nombre d'artistes, escriptors i filòsofs, especialment Carl Muth i Theodor Haecker, que van ser importants contactes per a ella i les seves creences cristianes. La pregunta que més debatien era sobre com havia d'actuar un individu sota una dictadura.
Durant les vacances de l'estiu de 1942, Sophie Scholl va haver de realitzar treballs de guerra en una planta metal·lúrgica d'Ulm. Al mateix temps, el seu pare estava a la presó per un comentari crític que li va fer a un empleat sobre Hitler.

## La Rosa Blanca
Van començar a aparèixer a Múnic diverses pintades a les parets i pamflets a la Universitat sobre un moviment oposat a la guerra, denominat "La Rosa Blanca". Sophie es va sentir atreta immediatament per aquest moviment i fins setmanes després no es va assabentar que el seu germà Hans Scholl i els seus amics eren els membres d'aquest grup, que havia començat amb cinc integrants i es va estendre ràpidament per tota Alemanya. Va ser Sophie l'encarregada de captar al Professor Kurt Huber per al moviment.
Amb la seva aparença inofensiva i discret atractiu, Sophie es va encarregar de traslladar a altres ciutats propaganda del moviment i ajudar a conformar cèl·lules a l'àmbit nacional. La Gestapo, policia política Nazi, va orientar aviat les seves recerques contra el grup, encara que sense tenir una pista.
Hans Scholl i la seva germana Sophie lideraven a la resta del grup, que incloïa a Christoph Probst, Alexander Schmorell i Willi Graf. El professor Kurt Huber va preparar les dues últimes sèries de fullets que van distribuir els nois.
Els homes de la Rosa Blanca eren veterans de guerra, perquè havien lluitat tant en el front francès com en el rus. Havien estat testimonis de les atrocitats nazis, tant en el camp de batalla com a l'Holocaust, i eren conscients que el revés que la Wehrmacht havia sofert a Stalingrad podria eventualment portar a Alemanya a la derrota.
Després d'un llarg interval d'inactivitat en la segona meitat de juliol de 1942, la Rosa Blanca va prendre una postura més enèrgica contra Hitler al febrer de 1943, repartint les dues últimes sèries de fullets i pintant eslògans antinazis per tot Múnic, principalment en les portes de la Universitat ("Fora Hitler!").
L'última distribució va tenir lloc a la Universitat, el matí del 18 de febrer de 1943, a fi de coincidir amb la sortida de classe dels estudiants.
Amb la majoria dels fullets ja repartits en llocs importants, Sophie Scholl va prendre la decisió de pujar les escales fins a l'alt de l'atri i llançar els últims fullets sobre els estudiants. Va ser vista per un conserge, qui era membre del partit Nazi, i va tancar les portes de l'edifici de la universitat tancant els germans Scholl mentre trucava per telèfon a agents de la Gestapo, que van arrestar-los. Els altres membres actius van caure aviat en batudes que van fer als amics de Hans i Sophie, sent sotmesos a interrogatori tant el grup com tots els relacionats amb ells.

## Execució
La Gestapo va col·locar una presonera política alemanya, de nom Elsa Gebel, per espiar a Sophie amb la intenció d'obtenir més noms de membres del grup. No obstant això, Elsa va ser captada pel moviment i va canviar les seves conviccions sobre la dictadura, a la qual no va proporcionar cap informació. Després de la guerra, va adreçar una carta als pares de Sophie, fent-los saber que, durant els cinc últims dies de vida de la seva filla, li havia canviat tota la seva manera de pensar i l'havia marcada per sempre.
Els Scholl i Probst van ser els primers a comparèixer davant el tribunal, el 22 de febrer de 1943. Roland Freisler, Jutge Suprem del Tribunal del Poble o Volksgerichtshof d'Alemanya, els va acusar de traïció i van ser condemnats a morir en la guillotina aquest mateix dia. Estranyament, als Scholl i a Probst se'ls va permetre compartir sols diversos minuts abans que es complís la sentència. Les seves últimes paraules, just abans de ser portada a la guillotina, van ser: "Els vostres caps cauran també".
Els altres membres clau del grup van ser decapitats més tard aquell estiu. Amics i col·legues de la Rosa Blanca, aquells que havien ajudat a preparar i distribuir els fullets, així com recaptat diners per a la vídua i fills petits de Probst, van ser sentenciats a penes de presó entre els sis mesos i els deu anys.
Tot i això, l'organització va continuar operant, va elaborar un setè pamflet i va créixer en cèl·lules clandestines amb l'objecte d'augmentar la resistència contra el Règim nazi.

## Al cinema
En anys posteriors, els Scholl han estat immortalitzats al cinema i en el teatre, sent l'actriu alemanya Lena Stolze qui va interpretar a Sophie Scholl en "La Rosa Blanca" i en "Els últims cinc dies", on es narren els últims cinc dies entre Sophie i Elsa Gebel.
Al febrer de 2005 va sortir a la llum una nova pel·lícula sobre la figura de Sophie Scholl: Sophie Scholl - Die letzten Tage, on l'actriu Julia Jentsch interpreta a Sophie. Basada en entrevistes amb supervivents i transcripcions que van romandre ocultes en els arxius de la RDA fins a 1990, va ser nominada a l'Oscar a la millor pel·lícula estrangera 2006.
Actualment "La Rosa Blanca" és sinònim de lluita per la llibertat i molts carrers, parcs, avingudes i escoles d'Alemanya porten el nom dels germans Scholl.